# 72a Brigada Mixta (Exèrcit Popular de la República)
La 72a Brigada Mixta va ser una de les Brigades Mixtes creades per l'Exèrcit Popular de la República per a la defensa de la Segona República Espanyola durant la Guerra Civil Espanyola. Va estar present en el Front de Guadalajara, en el Front d'Osca i en la batalla de l'Ebre.

## Historial
Es va formar el gener de 1937 en el front de Guadalajara, en militaritzar-se en el sector de Cifuentes les Milícies Aragoneses, creades a l'agost de 1936, els batallons de les quals “Aragón” “Marlasca”, “Alto Aragón” i “Zaragoza” van passar a denominar-se 285è, 286è, 287è i 288è, respectivament. També s'hi van integrar antics components de l'efímer Regiment Pirinenc núm. 1 de Catalunya. Per a la prefectura de la Brigada va ser nomenat el comandant d'Infanteria Jesús Valdés Oroz. El comissari era José Ignacio Mantecón Navasal i el cap d'Estat Major, el capità de milícies Ernesto García Sánchez. La brigada va ser assignada a la 12a Divisió del coronel Lacalle, al costat de les Brigades Mixtes 48a, 49a, 50a i 71a.
Va participar en la batalla de Guadalajara, integrada en la 14a Divisió de Cipriano Mera, distingint-se en la presa de Masegoso (20 de març). Al juny de 1937, ja al comandament del comandant d'infanteria Ángel Ramírez Rull, va ser enviada al front d'Osca i assignada a la 43a Divisió al costat de les Brigades Mixtes 102a i 130a. El setembre del 1937 assumeix la prefectura el major de milícies Antonio Beltrán Casaña. Després de produir-se l'Ofensiva franquista d'Aragó al març de 1938, la brigada va quedar voltada en la bossa de Bielsa, on va aconseguir resistir al costat de la resta de la Divisió fins al mes de juny. Aconseguí escapar a França i tornar per la frontera catalana.
Va ser reorganitzada a Girona, al comandament del major de milícies Vicente Amaro Cuervo García i va participar en la batalla de l'Ebre. Al començament de 1939 va romandre estacionada a Tarragona i Barcelona, abans de travessar la frontera francesa per Portbou a la fi de gener.
El seu òrgan de comunicació va ser la revista “Vida Nueva” des de febrer de 1937 (núm. 12), editada fins llavors per les Milícies Aragoneses.

## Comandaments
Comandants en cap
Durant tota la guerra en el comandament de la Brigada es van succeir:
- Comandant d'infanteria Jesús Valdés Oroz;
- Major de milícies Mariano Román Urquiri;
- Comandant d'infanteria Ángel Ramírez Rull;
- Major de milícies Antonio Beltrán Casaña.
- Major de milícies Vicente Amaro Cuervo García.

Comissaris
Com a Comissaris de la Brigada van actuar:
- José Ignacio Mantecón Navasal, d'Izquierda Republicana (IR);
- Eduardo Castillo Blasco, del PSOE;
- Román Pérez Funes, del PCE.